# Џејмс С. Шерман
Џејмс Скулкрафт Шерман (енгл. James Schoolcraft Sherman; Јутика, 24. октобар 1855 — Јутика, 30. октобар 1912) је био амерички политичар који је служио као 27. потпредседник Сједињених Држава, у периоду од 1909. до 1912. године, за време мандата председника Вилијама Хауарда Тафта. Био је члан повезаних породица Болдвин, Хоар и Шерман из Нове Енглеске, познатих по правницима и политичарима (није у сродству са генералом Вилијамом Т. Шерманом).
Био је први потпредседник Сједињених Држава који је летео авионом (1911. године), као и први који је извео церемонијално прво бацање на бејзбол утакмици.